# Surnadal
Surnadal è un comune norvegese della contea di Møre og Romsdal.